# Baring
Baring, en ursprungligen tysk släkt, som i början av 1700-talet invandrade till England, där Francis Baring 1770 grundade en av världens största handelsfirmor, Baring Brothers & Co. 
Hans son Alexander Baring övertog därefter ledningen av firman och utvidgade verksamheten särskilt i USA, och blev 1835 pär under namnet Lord Ashburton. Dennes son William Bingham Baring och hans hustru Harriet Montagu hade starka kulturella intressen. En annan sonson till Frances Baring, Edward Charles Baring inlade stora förtjänter om nyordnandet av det egymtiska finansväsendet och utnämndes till Baron Revelstoke. En bror till denne var Lord Cromer som var far till Everlyn Baring, guvernör i Syd-Rhodesia och High Commissioner i Sydafrika.